# Szara Turnia

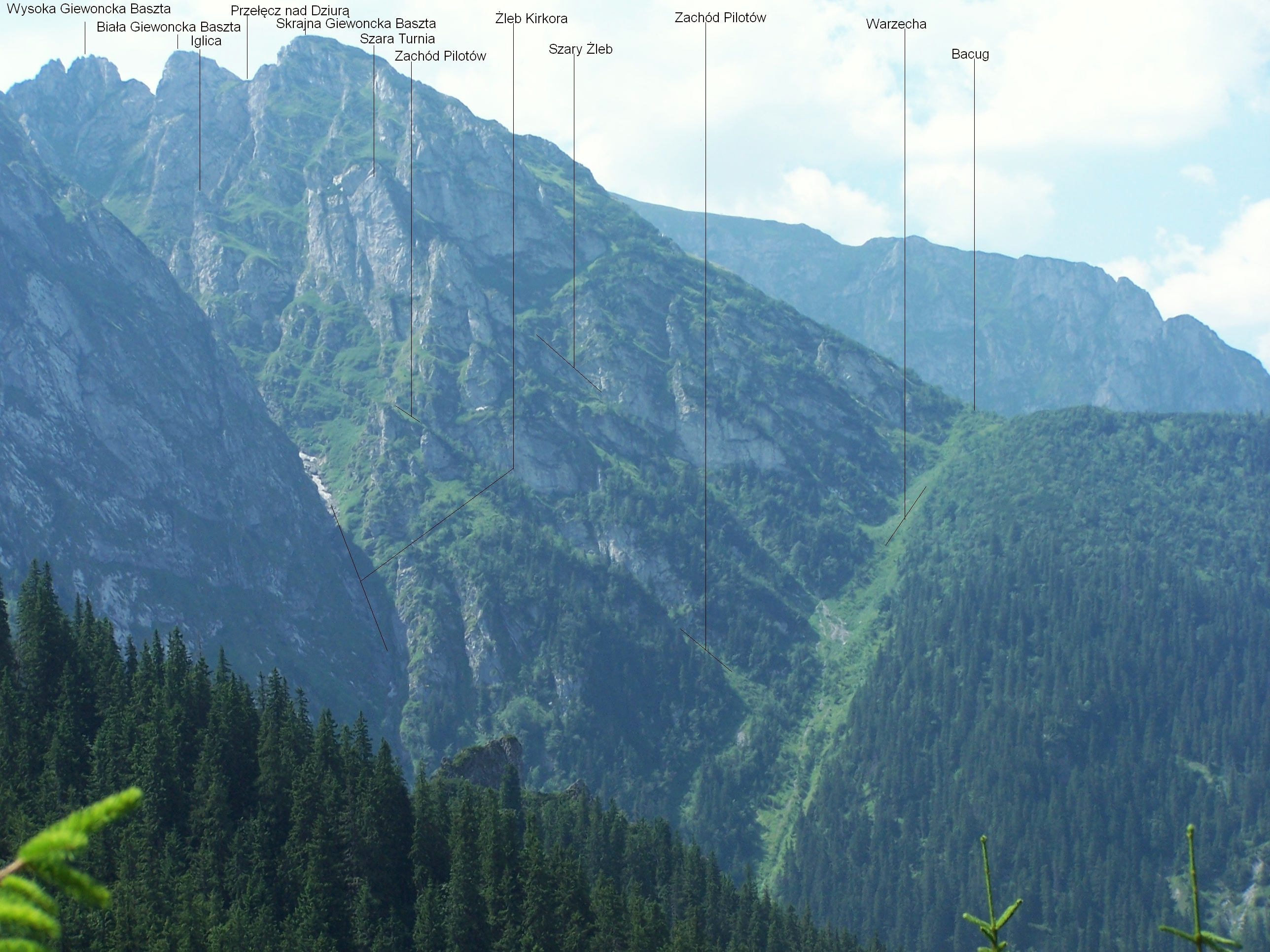
Widok na Mały Giewont z północno-wschodniej strony

Szara Turnia (ok. 1650 m) – jedna z turni w Małym Giewoncie w Tatrach Zachodnich. Jest najwybitniejszą z wszystkich turni Małego Giewontu i jest dobrze widoczna z Zakopanego, szczególnie porankiem. Znajduje się na północno-wschodniej grani Skrajnej Giewonckiej Baszty (ok. 1725 m), oddzielona od jej wierzchołka Szarą Przełączką (ok. 1640 m). Ma dwa wierzchołki, nieco wyższy jest południowy. Z płytkiego i trawiastego siodełka między tymi wierzchołkami opada zacięcie. Jest ono urwiste i ciągnie się przez całą długość ściany. Północne ściany Szarej Turni opadają do Szarego Żlebu. W górnej części ściany północnego wierzchołka Szarej Turni jest częściowo trawiasty, częściowo płytowy zachód. Szara Turnia jak cały masyw Małego Giewontu zbudowana jest ze skał osadowych – wapieni i dolomitów.
W latach 80. XX wieku na Szarą Turnię wspinali się taternicy. Pierwsze przejście: Jacek Jania i Stanisław Kurek 10 sierpnia 1988 r. Ocenili przejście na VI+ stopień w skali trudności UIAA.